# Halbaoua Salifou
Halbaoua Salifou (auch: Albawa, Halbaoua, Halbawa, Halbawa Salifou) ist ein Dorf in der Stadtgemeinde Guidan Roumdji in Niger.

## Geographie
Das von einem traditionellen Ortsvorsteher (chef traditionnel) geleitete Dorf liegt am linken Ufer des Trockentals Goulbin Kaba. Es befindet sich rund 36 Kilometer nordwestlich des urbanen Zentrums von Guidan Roumdji, der Hauptstadt des gleichnamigen Departements Guidan Roumdji, das zur Region Maradi gehört. Zu den Siedlungen in der näheren Umgebung von Halbaoua Salifou zählen Dan Dadi im Nordosten und Dogon Farou im Südosten.
Halbaoua Salifou ist Teil der Übergangszone zwischen Sahel und Sudan. Die durchschnittliche jährliche Niederschlagsmenge beträgt hier zwischen 400 und 500 mm.

## Geschichte
Laut einer Erhebung vom September 2022 lebten in Halbaoua Salifou 70 interne Vertriebene aus zehn Haushalten.

## Bevölkerung
Bei der Volkszählung 2012 hatte Halbaoua Salifou 1639 Einwohner, die in 227 Haushalten lebten. Bei der Volkszählung 2001 betrug die Einwohnerzahl 1147 in 157 Haushalten und bei der Volkszählung 1988 belief sich die Einwohnerzahl auf 371 in 47 Haushalten.
Die Zone entlang des Trockentals gehört zu den am dichtesten besiedelten und zugleich zu den ärmsten Nigers, mit erhöhter Unterernährung.

## Wirtschaft und Infrastruktur
Halbaoua Salifou liegt im weitläufigen Weideland zwischen den Trockentälern Goulbin Kaba und Goulbi de Maradi, das traditionellerweise in der Trockenzeit von nomadischen Fulbe- und Wodaabe-Viehzüchtern aufgesucht wird. Entlang des Goulbin Kaba wird Ackerbau betrieben. Angebaut werden unter anderem Erdnüsse, Sesam und Erdmandeln. Die Erzeugnisse sind vor allem für den Weiterverkauf bestimmt.
Im Dorf ist ein Gesundheitszentrum des Typs Centre de Santé Intégré (CSI) vorhanden. Der CEG Halbaoua ist eine Schule der Sekundarstufe des Typs Collège d’Enseignement Général.